# Lista postaci ze świata Forgotten Realms
Lista postaci ze świata Zapomnianych Krain z gry fabularnej Dungeons & Dragons.

## Arilyn Księżycowa Klinga
Arilyn Księżycowa Klinga – półelfka, córka księżniczki Amnestrii i harfiarza Brana Skorlsuna.
Wychowywana w Everesce, gdzie pod opieką matki dorastała i ćwiczyła swe umiejętności. Mając piętnaście lat przeżyła śmierć matki. Zaopiekował się nią Kymil Nimesin – mistrz fechtunku. Pod jego czujnym okiem Arylin stała się zabójczynią – pracowała głównie dla Harfiarzy. Po matce odziedziczyła księżycowe ostrze – magiczną broń wykutą przez elfy. Będąc bardzo nieprzychylnie nastawiona do magii młoda półelfka nie miała potrzeby odkryć właściwości niebezpiecznego ostrza. Po kilkunastu latach jej harfiarskich przyjaciół zaczęło mordować tajemnicze indywiduum. Arilyn musiała sprzymierzyć się z Danilem Thannem. Po wielu perypetiach poznała prawdę o księżycowym ostrzu, swojej rodzinie i zabójcy Harfiarzy.

## Artemis Entreri
Artemis Entreri – najpotężniejszy skrytobójca na powierzchni całego świata Zapomnianych Krain, ur. w Memmnon zamieszkujący brutalne i niebezpieczne ulice Calimportu, postać wykreowana przez amerykańskiego pisarza przez R.A. Salvatore’a.
Wychował się w Calimporcie, w wieku 14 lat jego mroczny talent został zauważony przez paszę Basadoniego i wcielony do jego gildii. Po wielu latach dostał zlecenie od paszy Pooka – miał znaleźć złodzieja, który ukradł mu magiczny wisiorek. Po długich poszukiwaniach znalazł Regisa wraz z jego przyjaciółmi. Wtedy właśnie poznał swojego największego rywala – mrocznego elfa Drizzta Do’Urdena. 
Artemis Entreri posiada umiejętność widzenia w ciemnościach. Infrawizje otrzymał od mrocznych elfów. 
Zabijając Pomroka wampirycznym sztyletem, przejął kilka jego umiejętności. Stał się szybszy i znacznie skuteczniejszy w walce, zaś zmysły Entreirego znacznie się wyostrzyły. Dzięki temu zdarzeniu, stał się jeszcze potężniejszym skrytobójcą.
Artemis Entreri pojawia się także w grze Baldur’s Gate II: Cienie Amn.

### Broń
Wampirzy Sztylet – długi, magiczny, wysadzany klejnotami sztylet jest ulubioną bronią Artemisa Entreriego, stanowiącą jednocześnie jego znak rozpoznawczy znany w całym Calimporcie. 
Szpon Charona – potężny miecz stanowił komplet wraz z czarną, sznurowaną czerwienią, magiczną rękawicą. Jej moc pozwalała na chwytanie oraz odrzucanie magii i chroniła właściciela przed atakami psionicznej energii, umożliwiając również swobodne władanie zaklętym ostrzem.

## Artus Cimber
Artus Cimber – harfiarz, główny bohater książki „Pierścień Zimy”, opowiadań „Statut Klubu” oraz „Rodzinny Interes”. Wykreowany przez Jamesa Lowdera. Artus Cimber jest synem Cormyrskiego rozbójnika. W przeszłości był torturowany w Twierdzy Zhentil z powodu podejrzeń o szpiegostwo.

## Belwar Dissengulp
Belwar Dissengulp – fikcyjna postać stworzona przez R.A. Salvatore’a. Pojawił się w trzech książkach z cyklu Zapomnianych Krain. Pierwszy raz miało to miejsce w Ojczyźnie, pierwszej książce z cyklu Trylogia Mrocznego Elfa. Później pojawił się także w Wygnaniu, drugim tomie tejże samej trylogii, i w dwóch książkach z Tetralogii Dziedzictwo Mrocznego Elfa. Miało to miejsce w drugim (Bezgwiezdna noc) i trzecim (Mroczne oblężenie) tomie. Należy on do rasy zwanej svirfnebli (gnomy głębinowe), żyjącej w Podmroku, w mieście Blingdenstone.

## Bruenor Battlehammer
Bruenor Battlehammer – przywódca krasnoludów z klanu Battlehammer, a także VIII i X Król Mithrilowej Hali.
Po ucieczce jego klanu przed cieniowym smokiem i armią duergarów – szarych krasnoludów, osiadł w Dolinie Lodowego Wichru, gdzie przygarnął ludzką dziewczynkę, Catti-Brie. W późniejszym okresie do grona jego przyjaciół dołączył halfling Regis, mroczny elf Drizzt Do’Urden oraz barbarzyńca Wulfgar. Zasiada w Radzie Starszych Ligi Srebrnych Marchii, gdzie reprezentuje Mithrilową Halę.
W 1356 RD wraz z towarzyszami Drizztem Do’Urdenem, Wulfgarem i innymi – poprowadził zastępy krasnoludów, barbarzyńców, czarodziejów i łuczników (wielu z Silverymoon i Nesme) przeciwko zamieszkującym Mithrilową Halę duergarom, szarych, złych krasnoludów. Odzyskał on w ten sposób siedzibę swojego klanu.

## Catti-brie
Catti-brie – przybrana  córka Bruenora Battlehammera.
Gdy była młoda, straciła rodziców i została zaadoptowana przez krasnoluda. Zakochała się w Wulfgarze, który odwzajemnił jej uczucia. Jednak gdy barbarzyńca opuścił przyjaciół z Emek Lodowego Wichru, wybranka zakochała się w Drizzcie Do’Urdenie.

## Drizzt Do’Urden
Drizzt Do’Urden – renegat, który uciekł z przesiąkniętego okrucieństwem i złem środowiska mrocznych elfów, aby wieść życie na powierzchni Faerunu. Dotychczas poświęcono mu 23 książek, z czego 18 przetłumaczono na język polski.
Drizzt jest synem najlepszego fechmistrza Menzoberranzan – Zaknafeina, który został złożony w ofierze Pajęczej Królowej Lolth przez Malice Do’Urden (matkę opiekunkę ówczesnego dziewiątego domu Menzoberranzan). 
Drizzt przemierza krainy wraz z przyjaciółmi: krasnoludem Bruenorem Battlehammerem, ludzką kobietą Catti-brie, barbarzyńcą Wulfgarem i niziołkiem Regisem. Jego największymi wrogami są demon Errtu (pokonany lecz nie unicestwiony przez Drizzta) oraz skrytobójca Artemis Entreri z Calimportu, niemal dorównujący Drizztowi zdolnościami szermierczymi i zwinnością.
Nazwisko drowa pochodzi od nazwy domu, z którego się wywodzi. Dawna i formalna nazwa Domu Do’Urden to Daermon N'a'Shezbaernon.
Drizzt występuje w grze Baldur’s Gate oraz kontynuacji tej gry Baldur’s Gate II: Cienie Amn. Pojawia się również w grze Forgotten Realms: Demon Stone.

### Magiczne przedmioty
- Błysk (Obrońca) – jeden z sejmitarów Drizzta. To słynne zdobione runami ostrze emanuje niebieskim światłem, czemu zawdzięcza swoją nazwę.
- Lodowa Śmierć – kolejny z sejmitarów Drizzta. Posiada głownię w kształcie głowy kota. Magiczny sejmitar obdarzony szczątkową świadomością, która „łaknie płomieni”. To za jego pomocą Drizzt wygnał Errtu z planu materialnego, podczas kampanii o Kryształowy Relikt.
- Onyksowa figurka – umożliwia ona przywołanie magicznej czarnej pantery o imieniu Guenhwyvar z planu astralnego. Jest ona praktycznie nierozłącznym towarzyszem podróży drowa i jego najlepszą przyjaciółką.
- Bransolety Dantraga (przyspieszenia) – dzięki tym bransoletom na kostkach Drizzt potrafił poruszać się dwukrotnie szybciej.
- Mithrilowa Kolczuga – zbroja Drizzta. Buster Bracer wykuł ją dla drowa po tym, jak odnaleźli Mithrilową Halę.

## Elminster Aumar
Elminster Aumar, zwany też Mędrcem z Cienistej Doliny, potężny czarodziej. Jest głównym bohaterem kilku książek, których akcja dzieje się w tym świecie. Występuje też epizodycznie w grze komputerowej Wrota Baldura.
Mag jest powszechnie uważany za alter ego Eda Greenwooda, twórcy Zapomnianych Krain, mimo iż sam Greenwood wielokrotnie temu zaprzeczał. Faktem jest, natomiast, iż był on jedną z pierwszych postaci wymyślonych podczas kreacji Zapomnianych Krain, a strzępki informacji na jego temat znaleźć można niemal w każdej publikacji dotyczącej tego settingu.
Elminster jest prawdopodobnie najsławniejszą osobą na Torilu. Był jednym z założycieli organizacji Harfiarzy, wychowywał kilka z Siedmiu Sióstr i brał udział w wielu innych wydarzeniach, które zaważyły na historii świata Zapomnianych Krain. Jest jednym z Wybrańców Mystry, faeruńskiej bogini magii, co daje mu wiele specyficznych umiejętności (m.in. nie starzeje się). Elminster urodził się w roku 212 RD (według Rachuby Dolin). Obecnie liczy sobie 1160 lat, choć niewielu mieszkańców Torilu zna jego prawdziwy wiek. Mieszka w wieży w Cienistej Dolinie.

## Faeryl Zuavirr
Faeryl Zuavirr – córka Sspiny Zuavirr, matki-opiekunki domu Zuavirr w Ched Nasad, jedna z bohaterek serii Wojna Pajęczej Królowej autorstwa R.A. Salvatore.
Podczas Milczenia Loth Faeryl była ambasador miasta Ched Nasad w Menzoberranzan. Potem została wybrana wraz z paroma innymi drowami, między innymi Valasem Hune do wyprawy mającej na celu poznanie przyczyny milczenia Loth. Podczas przebywania wraz z wyprawą w jej rodzinnym mieście, Ched Nasad brała udział w spisku, mającym na celu obalenie konkurencyjnego dla domu Zuavirr domu Melarn. Zamieszki, które z tego powstały, rozprzestrzeniły się na całe miasto, będąc przyczyną jego upadku. Faeryl zginęła zabita przez draeglotha Jeggreda Baenre. 

## Gromph Baenre
Gromph Baenre – czarodziej, syn Yvonnel Baenre.
Gromph jest Arcymagiem Menzoberranzan, a więc sprawuje najwyższą pozycję dostępną w tym mieście dla drowiego mężczyzny. Chociaż liczy sobie około 700 lat, jego magia sprawia, iż nie wygląda na swój wiek. Gromph jest ojcem Liriel Baenre, jednej z najsłynniejszych drowek podróżujących po powierzchni.

## Khelben Arunsun
Khelben Arunsun – zwany również Czarnokijem od swojego czarnego kostura jest potężnym arcymagiem zamieszkującym miasto Waterdeep na Wybrzeżu Mieczy. Zwany Obrońcą Prawdy, Żelaznym Rzecznikiem Sprawiedliwości jest osobą bardzo surową i konsekwentną.

## Liriel Baenre
Liriel Baenre – bohaterka książek Elaine Cunningham Córka Mrocznego Elfa, Splątane sieci oraz Torujący drogi, drowka.
Liriel, córka mrocznego arcymaga z Menzoberranzan, największego miasta drowów, została ciężko doświadczona przez los. Jako młoda, piękna dziewczyna wykazywała niesamowity talent do magii. Wychowywana pod kloszem, biorąca nauki pod okiem Khazad-kzada została świetną czarodziejką. 

## Pharaun Mizzrym
Pharaun Mizzrym – drow, czarodziej z Menzoberranzan. Jeden z głównych bohaterów Wojna Pajęczej Królowej, powstałej z inicjatywy przez R.A. Salvatore’a.
Pharaun oraz Ryld, który cudem uszedł z życiem, zostali wybrani na członków ekspedycji pod przewodnictwem jednej z najpotężniejszych kapłanek w mieście, Quenthel Baenre. Wraz z nią, oraz innymi członkami wyprawy udali się na poszukiwanie przyczyny Milczenia Lolth.
Pharaun Mizzrym stoczył bitwę z siłami ultrolotha Inthracisa. Między innymi dzięki niemu, Quenthel i Danifae mogły przejść dalej, przed oblicze Lolth. Jednakże zostawiły za sobą unieruchomionego towarzysza, skazując go tym samym na śmierć. Pharaun, pozbawiony możliwości obrony, został zjedzony przez pająki, a jedyną rzeczą, która po nim pozostała, był jego palec, podjęty później przez jego kochankę, Aliszę.

## Quenthel Baenre
Quenthel Baenre – mistrzyni Arach Tinilith w Menzoberranzan, jedna z głównych bohaterek serii Wojna Pajęczej Królowej, powstałej z inicjatywy R.A. Salvatore.
Pierwsza Siostra domu Baenre, pierwszego domu w Menzoberranzan, siostra Matki Opiekunki, którą jest Triel Baenre i arcymaga miasta – Grompha. Uzyskała ten status po awansie Triel na Matkę Opiekunkę domu Baenre. Jest trzecią córką Yvonnel Baenre. Jednym z jej najcenniejszych przedmiotów jest bicz zakończony ciałem pięciu inteligentnych węży które jej doradzają, zarówno w myślach, jak i mówiąc. 
Podczas wojny o Mithrilową Halę została pokonana i zabita przez Drizzta Do’Urdena w odwecie za sadystyczne występki. Po dziesięciu latach służenia bogini Lolth, z niewiadomych powodów została przez boginię wskrzeszona i mianowana mistrzynią Akademii. Po okresie milczenia Bogów odegrała bardzo ważną rolę w czasie reinkarnacji Lolth, w czasie ekspedycji do otchłani. Prawdopodobnie to był powód jej wskrzeszenia.

## Regis
Regis – niziołek, przez Bruenora często przezywany Pasibrzuchem. 
Regis jest najmniej wojowniczym spośród przyjaciół mrocznego elfa Drizzta Do’Urdena. Zazwyczaj starał się unikać walki, jeśli natomiast już do niej dochodziło, chował się przed przeciwnikami. Dzięki swojemu rubinowemu wisiorkowi może hipnotyzować innych.

## Siedem Sióstr
Siedem Sióstr – Wszystkie siostry to Wybranki Mystry. Są córkami tropiciela Dornal Silverhand i jego żony Elue, Pani Bramy. Przyszły na świat w latach od 761 do 767 RD. W tym czasie w ciele Elue chroniła się bogini magii Mystra, tak więc siostry są w równym stopniu córkami Pani Bramy jak i bogini. Gdy Elue umarła w 767 roku, Dornal w żalu opuścił rodzinę, a dzieci zostały przekazane w opiekę różnym osobom w całym Faerunie.
Siostry w kolejności od najstarszej to:

### Sylune
Sylune – Zwano ją „Wiedźmą z Cienistej Doliny”. Zginęła broniąc Cienistej Doliny przed atakiem drewnianego smoka. Przetrwała w postaci dobrej zjawy, wciąż troszczącej się o swoich bliskich.

### Alustriel Silverhand
Alustriel Silverhand – potężna czarodziejka i zaklinaczka, władczyni miasta Silverymoon.
Jako Wysoka Lady Silverymoon, Alustriel stara się ochronić mieszkańców miasta i cieszy się ich niezachwianym poparciem. Jej starania polityczne doprowadziły do powstania na Północy Srebrnych Marchii oraz zawiązania tzw. Sojuszu Lordów.

### Dove Falconhand
Dove Falconhand – wyróżnia się spośród rodzeństwa tym, że jej magiczne zdolności ustępują biegłości w posługiwaniu się bronią. Zyskała sławę jako Rycerz Myth Drannor. Jest żoną Florina Falconhand z tej samej drużyny.

### Storm Silverhand
Storm Silverhand – sławna kobieta bard z Cienistej Doliny. Znana jest jako jedna z przywódczyń Harfiarzy, spędzając mnóstwo czasu na szkoleniu młodych kandydatów do organizacji.

### Pozostałe Siostry
Pozostałe Siostry, to Lareal Silverhand, Simbul i Qilue Veladorn.

## Valas Hune
Valas Hune – drow oraz członek organizacji Bregan D'aerthe, jeden z głównych bohaterów serii Wojna Pajęczej Królowej.

## Wulfgar
Wulfgar – barbarzyńca z Doliny Lodowego Wichru. Pokonany przez Bruenora Battlehammera, w zamian za ocalenie życia miał mu służyć 5 lat, jednak służba ta przekształciła się w prawdziwą przyjaźń, a z czasem stał się nieformalnym "dzieckiem" Bruenora. 
Wulfgar jest jednym z piątki przyjaciół, do której należą też Catti-brie, Drizzt Do’Urden, Bruenor Battlehammer i Regis. Uczestniczy w wielu ekspedycjach wraz z innymi bohaterami, m.in. w pościgu za Artemisem Entrerim w celu uwolnienia Regisa, czy poszukiwaniu Mithrilowej Hali. Był z wzajemnością zakochany w Catti-brie. 
Po pięciu latach służby otrzymał od Bruenora Battlehammera podarek – magiczny młot nazwany Aegis-fang, który powracał do ręki młodzieńca po każdym rzucie, gdy wypowiedział lub pomyślał jego imię.
Umarł, walcząc przeciwko potworowi który został przywołany na prośbę do loth, a następnie, w czwartej części tetralogii został odnaleziony jako więzień demonicznego czarta Errtu, wroga Drizzta.

## Yvonnel Baenre
Yvonnel Baenre – matka-opiekunka domu Baenre w Menzoberranzan i nieoficjalna władczyni tego miasta. Najważniejsza członkini rady Matek Opiekunek Menzoberranzan, złożonej z głów ośmiu najpotężniejszych rodów szlacheckich. Poboczna bohaterka serii książek o Drizzcie Do’Urdenie, autorstwa R.A. Salvatore’a.
Podczas Trudnych czasów, w roku 1358 datacji Zapomnianych Krain, opiekunka Baenre rozpoczyna wojnę z Mithrilową Halą i na czele armii Menzoberranzan wyrusza na jej podbój. Po pojawieniu się tzw. strefy martwej magii, uwolniony Bruenor rzuca się na Yvonnel i zabija ją swoim toporem. Był to również punkt zwrotny w wojnie. Krótko po nim nastąpiła dezorganizacja i odwrót mrocznych elfów.

## Zaknafein
Zaknafein – mroczny elf, ojciec i mentor Drizzta Do’Urden, przyjaciel Jarlaxle'a Baenre. Został zabity przez matkę Drizzta, opiekunkę Malice Do’Urden. Później wskrzeszony jako zin-carla w celu zabicia Drizzta.